# Konstantin von Dziembowski
Konstantin von Dziembowski (* 1827; † 21. Juni 1890 in Posen) war ein Politiker und Reichstagsabgeordneter.

## Leben und Wirken
Konstantin von Dziembowski war Rittergutsbesitzer in Roszkowo bei Schokken (Kreis Wongrowitz).
1871 bis 1874 vertrat Dziembowski den Wahlkreis Regierungsbezirk Bromberg 5 (Gnesen-Wongrowitz) im deutschen Reichstag. Dort gehörte er der Polnischen Fraktion an.